# Назарбаев, Айсултан Рахатович
Айсултан Рахатович Назарбаев (Алиев) (каз. Айсұлтан Рахатұлы Назарбаев (Әлиев) / Aisūltan Rahatūly Nazarbaev (Äliev); 26 августа 1990 — 16 августа 2020, Лондон) — казахстанский футболист, бизнесмен, член семьи Назарбаевых.

## Биография
Отец — казахстанский политик, бизнесмен и дипломат Рахат Алиев (1962—2015), мать — старшая дочь первого президента Казахстана Нурсултана Назарбаева Дарига Назарбаева (род. 1963). Относится к роду конырат (Средний жуз).
Учился в школе «Международный колледж непрерывного образования» (Астана), школе-пансионе «Американская международная школа» (Зальцбург, Австрия). Окончил британскую Королевскую военную академию в Сандхерсте (2009—2010). Окончил магистратуру университета КИМЭП по специальности «бизнес-администрирование» (Алма-Ата). Известно, что Нурсултан Назарбаев требовал, чтобы его внук не пользовался возможными привилегиями, которые ему могли бы оказывать в учебных заведениях, учитывая его происхождение. К примеру, он хотел, чтобы Айсултан жил на стипендию и не рассчитывал на государственное содержание.
После окончания Королевской военной академии в Сандхерсте он был зачислен в штат главного разведывательного управления министерства обороны Казахстана. Награждён британской наградой «За доблесть» за участие в операциях, приравненных к боевым.
Айсултан Назарбаев профессионально занимался футболом, сначала играл в австрийской команде «Адмира Ваккер» во время службы отца послом в Австрии. Далее он записался юниором в «Челси», играл также в «Портсмуте», стал бронзовым призёром Англии.
В 2006 году провёл два матча в первой лиге Казахстана за столичный «Рахат», в 2007 году был в составе ФК «Железнодорожник» Алма-Ата. Принимал участие в отборочном турнире к юношескому чемпионату Европы по футболу 2006.
В 2011 году играл за дубль «Астаны». 21 октября 2012 года провёл единственный матч в чемпионате Казахстана — в домашней игре за клуб «Сункар» Каскелен против «Актобе» вышел в середине второго тайма.
В феврале — октябре 2017 — вице-президент Федерации футбола Казахстана по связям с международными организациями ФИФА, УЕФА и национальными ассоциациями.
В 2017 году в посте в фейсбуке признавал, что он употреблял наркотики. По его признанию, к наркотикам он пристрастился после смерти деда, академика Мухтара Алиева, и самоубийства отца в австрийской тюрьме. Тогда Айсултан Назарбаев заявлял, что с зависимостью ему помогли справиться его «дед и Всевышний».
В октябре 2019 года был осуждён судом в Лондоне за то, что под воздействием наркотиков оказал сопротивление полицейским, ударил и укусил одного из них, и приговорён к испытательному сроку с продолжением лечения от наркозависимости, общественным работам и штрафу.
13 февраля 2020 года Айсултан Назарбаев запросил у Великобритании политического убежища. Это решение внук экс-президента объяснил давлением со стороны семьи, утверждая, что у него есть информация «о высокомасштабной коррупции между правительством России и Казахстана». В постах в фейсбуке Айсултан Назарбаев также выразил опасение, что вскоре будет предпринята попытка устранить его или объявить его душевнобольным. Министр информации и общественного развития Казахстана Даурен Абаев осудил цитирование постов Назарбаева, назвав их «откровениями человека, находящегося на стадии лечения от наркозависимости», и «фантазиями зависимого человека» и заявив, что посты «написаны под манипуляцией определённых лиц».
16 августа 2020 года Айсултан Назарбаев скончался в Лондоне. 24 марта 2021 года были представлены выводы британского коронера, исследовавшего причину смерти Назарбаева, в соответствии с которыми Назарбаев умер естественной смертью в результате кокаиновой зависимости. Похоронен на Кенсайском кладбище Алматы.

## Семья
- Супруга — Алима Кайраткызы (с августа 2013 года), дочь Кайрата Боранбаева.
- Дети - дочь Амели (9 июня 2016) , сын Султан

- Мать - Дарига Назарбаева - казахстанский государственный и политический деятель. Председатель сената парламента Республики Казахстан (2019—2020)[20][21]. Депутат мажилиса парламента Казахстана в 2006—2007, 2012—2015, 2021—2022 годах. Кандидат исторических наук, доктор политических наук.
- Отец - Рахат Алиев - казахстанский политик, бизнесмен и дипломат.
- Дедушки - Нурсултан Назарбаев - советский и казахстанский государственный и политический деятель, руководивший Казахстаном с 1989 по 2019 год[22] , Мухтар Алиев - советский казахский хирург, доктор медицинских наук (1974), профессор (1976) академик Академии наук Республики Казахстан (1989), президент и основатель Академии медицинских наук Республики Казахстан (1995), Народный герой Казахстана (1995), член Международной ассоциации хирургов. Депутат Верховного Совета Казахской ССР 10-12-го созывов.[23]
- Бабушки - Минавар Кадышевна Алиева , Сара Назарбаева - казахстанский общественный деятель, основатель и президент национального фонда «Бобек».
- Брат - Нурали Алиев - казахстанский бизнесмен, экономист.
- Сноха - Аида Бериккызы Имашева (Алиева) (1984 г.р.) - владеет мебельной компанией Arte Di Casa , вместе с несколькими людьми создала общественное объединение «Janym» .Дочь Берика Имашева.
- Сестра - Венера Рахаткызы Алиева  (5 мая 2000) - владеет 99,99%  компании SCI CDG Garden House.В 11 лет она сыграла эпизодическую роль дочери пастуха в казахстанско-российско-германском фильме «Байконур».
- Зять - Дален Чайжунусов (1995) - внук Жакии Чайжунусова.